# Griesheim-près-Molsheim
Griesheim-près-Molsheim (elsässisch Griese bzw. Griese bei Molse, deutsch Griesheim bei Molsheim) ist eine französische Gemeinde mit 2303 Einwohnern (Stand 1. Januar 2021) im Kanton Molsheim im Département Bas-Rhin in der Region Grand Est (bis 2015 Elsass).

## Geographie
Griesheim liegt zwischen den Kleinstädten Molsheim und Oberehnheim (Obernai), die jeweils etwa 5 km nordwestlich bzw. südwestlich liegen. Der Flughafen Straßburg liegt etwa 8 km nordöstlich, die Stadtmitte von Straßburg 18 km nordöstlich. Etwa sieben Kilometer westlich der Gemeinde geht die Oberrheinische Tiefebene in die bewaldeten Vogesen über. Die Nachbargemeinden sind Bischoffsheim, Rosheim, Altorf, Innenheim und Blaesheim.

## Geschichte
Von 1871 bis zum Ende des Ersten Weltkrieges gehörte Griesheim als Teil des Reichslandes Elsaß-Lothringen zum Deutschen Reich und war dem Kreis Molsheim im Bezirk Unterelsaß zugeordnet.

## Weblinks

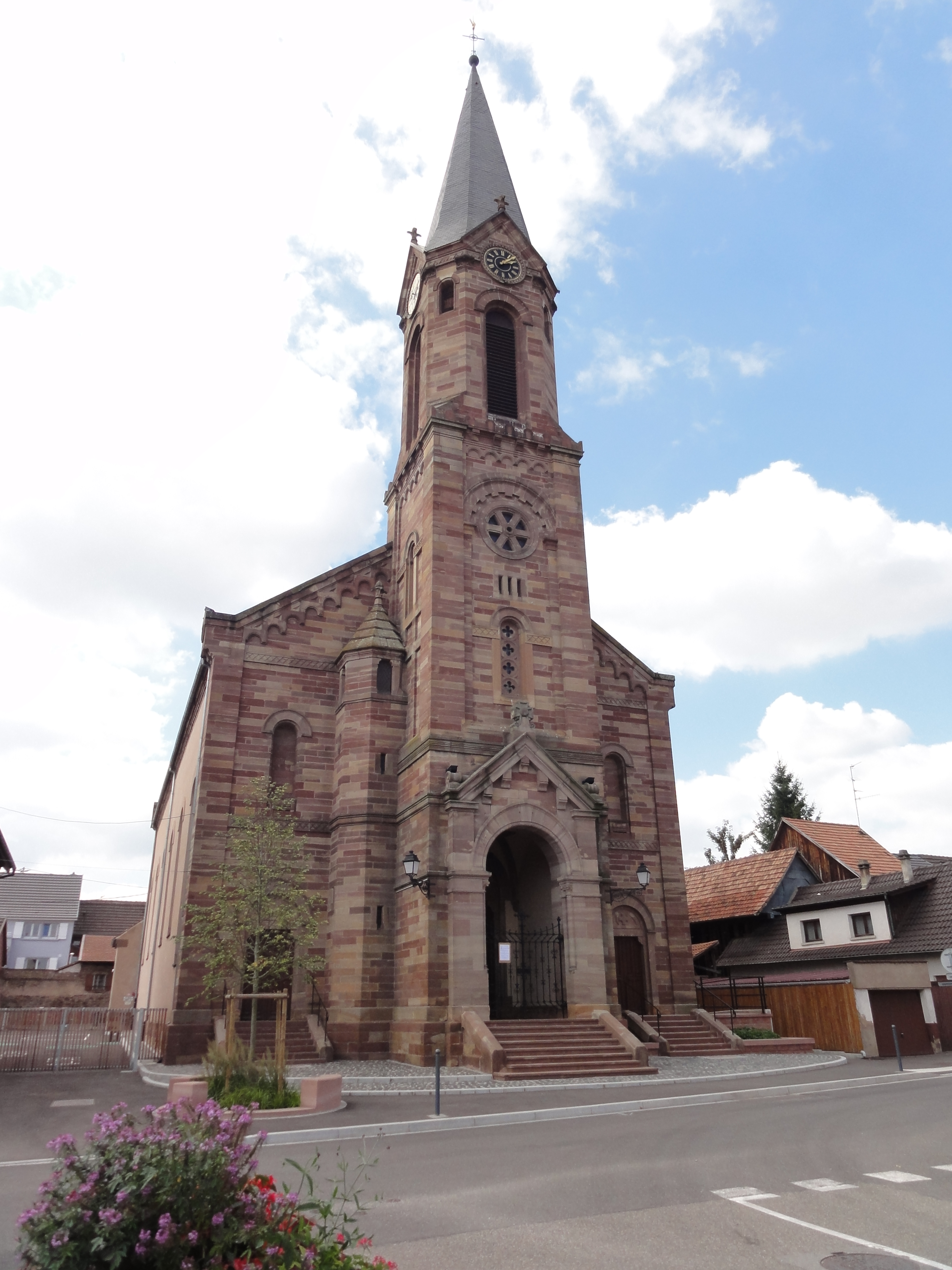
Kirche Saint-Alexis

### Bevölkerungsentwicklung
| Jahr      | 1910 | 1962 | 1968 | 1975 | 1982 | 1990 | 1999 | 2007 | 2013 |
| Einwohner | 898  | 766  | 802  | 1094 | 1309 | 1503 | 1722 | 1950 | 2151 |

## Verkehr
Der nächste Bahnhaltepunkt liegt in der westlichen Nachbargemeinde Rosheim. Die Autobahnen A 35 und A 352 führen südlich und nördlich an Griesheim vorbei. Im östlichen Nachbarort Innenheim gibt es einen Anschluss an die von Straßburg nach Basel führende A 35. Die hier vierspurig ausgebaute Departementsstraße D 500 führt westlich an Griesheim vorbei, einen Anschluss gibt es in Rosheim.